# Alpheus simus
Alpheus simus is een garnalensoort uit de familie van de Alpheidae. De wetenschappelijke naam van de soort is voor het eerst geldig gepubliceerd in 1855 door Guérin-Méneville.